# Richard Stegmann
Richard Stegmann (* 9. März 1889 in Schönau an der Hörsel (heute Ortsteil von Wutha-Farnroda, Thüringen); † 3. April 1982 in Würzburg) war ein deutscher Kornett- und Trompetenvirtuose.
Stegmann war 1913–1925 erster Trompeter der Berliner Philharmoniker, danach Lehrer am Bayerischen Staatskonservatorium für Musik in Würzburg. In dieser Zeit hatte Professor Richard Stegmann sehr gute Kontakte zur Firma Eduard Kruspe, Erfurt. Neben der Konzerttrompetenreihe „Modell Studienrat Stegmann“ entwickelte er auch an einem Kornett in B und C mit.

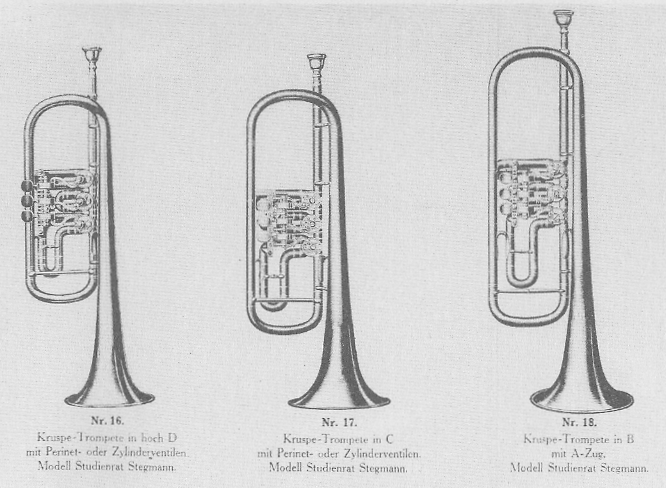
Kruspe-Trompeten in D, C und B; Kruspe-Katalog ca. 1933

Zwischen 1935 und 1939 hatte Stegmann auch Kontakt zu Josef Monke in Köln. Hier kann man davon ausgehen, dass Stegmann die Form des Bügels und des Stimmbogens, wie von Kruspe gewohnt, bei Monke mit einfließen ließ. Die Form war wegen der direkteren Ansprache mehr eckig als rund, was vor dieser Zeit bei Josef Monke nicht üblich war (siehe auch L. A. Schmidt).
Auch danach unter Josef Helmich waren die Monke-Trompeten wieder etwas abgerundeter.
Die auf Stegmanns Elementarschule abgebildete Trompete entspricht genau der Josef-Monke-Trompete aus dieser Zeit (Verfertigt von Josef Monke in Cöln).

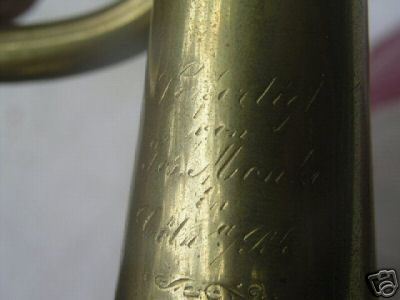
Verfertigt von Josef Monke in Cöln
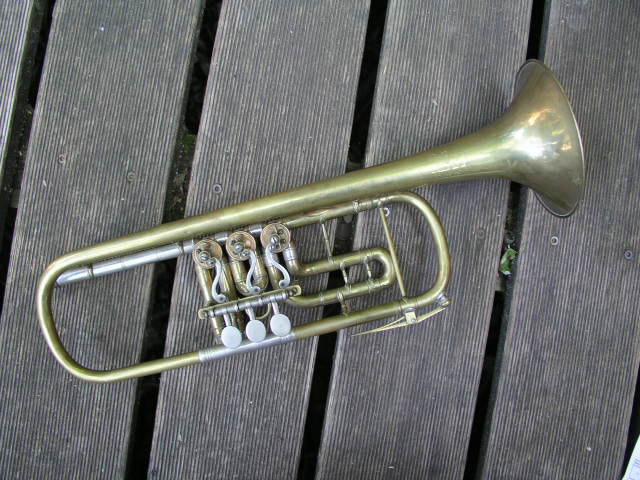
Monke Trompete ca. 1935–1939 (Modell Stegmann ?)
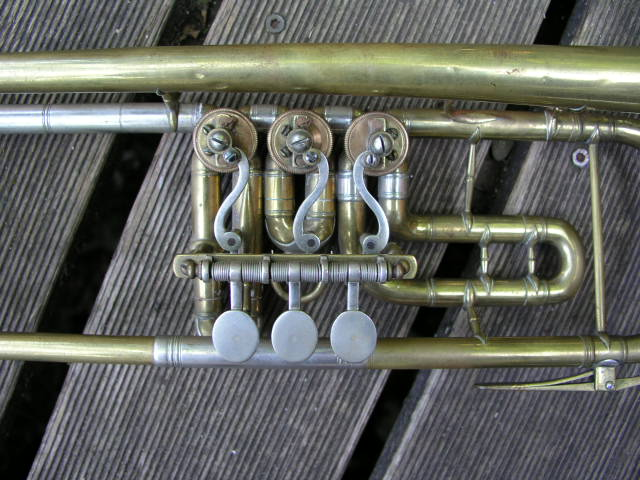
Monke Trompete ca. 1935–1939 (Modell Stegmann ?)
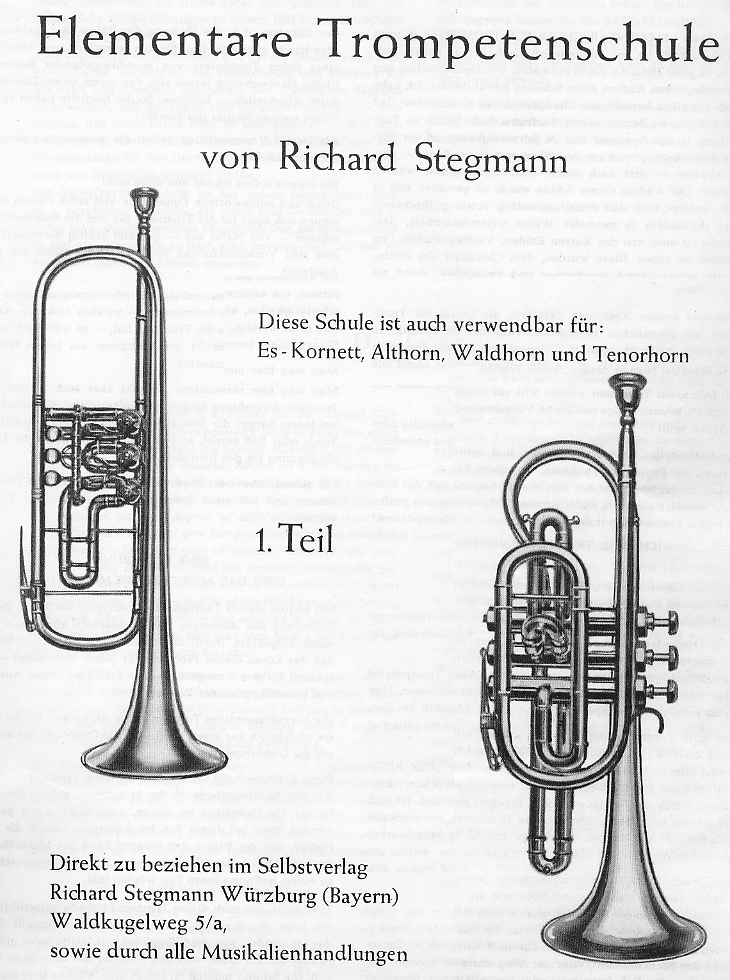
Stegmann Elementarschule 1. Auflage ca. 1955

Adam Bauer (Hochschule für Musik Köln) war Schüler und Nachfolger von Adam Zeyer (* 13. November 1911; † 19. August 1995), der selbst gebürtig aus Thüngersheim (in der Nähe von Würzburg), bei Richard Stegmann und Hans Bode studierte. Stegmann führte im Sommer 1912 mit dem Tonhalle-Orchester Zürich die Fantasie für Cornet à Pistons in A „Appassionata“ von Hugo Türpe bei zwei Konzerten auf (Tonhalle-Gartenkonzert, Promenadenkonzert am Bürgerplatz).
Richard Stegmann war offenbar der letzte Trompeter, der in der 1912/13 letztmals aufgeführten Oper Der Trompeter von Säckingen von Victor Ernst Nessler (Libretto von Rudolf Bunge nach dem Erstlingswerk Joseph Victor von Scheffels) in Zürich mitwirkte.
Zum 1. Mai 1933 trat Stegmann der NSDAP bei.

## Werke
- Elementarschule für die Tuba
- Elementarschule für Trompete
- Elementarschule für Posaune und Bariton
- Transponierschule für den Orchestertrompeter
- zahlreiche Trompeten- und Orchesterstücke, darunter
  - Frankenlied-Marsch (Wohlauf die Luft geht frisch und rein …)
  - Gruß an Würzburg, Marsch